# Albert Potter Wills
Albert Potter Wills (1873 — Flórida, 1937) foi um físico estadunidense.
Realizou pesquisas sobre materiais magnéticos, tendo orientado o laureado com o Nobel de Física Isidor Isaac Rabi.